# Коляда-театр
«Коляда́-теа́тр» — частный драматический театр Николая Коляды в Екатеринбурге, зарегистрирован как некоммерческое партнёрство. С 20 апреля 2014 года располагается на проспекте Ленина, 97.

## История театра
«Коляда-театр» создан 4 декабря 2001 года в день рождения своего художественного руководителя.
 Николай Коляда: 
В свой день рождения, 4 декабря, я получил документы так называемого Некоммерческого партнерства «Коляда-театр». Мании величия у меня нет, но я решил назвать свой театр именно так — был языческий бог Коляда, рождественская песня зовется колядкой. Мне хочется, чтобы в этом театре был постоянный праздник для зрителя, а для актеров — радость, жизнь. Я в лепешку расшибусь, но это будет лучший театр в городе. У него будет своя труппа, свой штат и зал мест на 100—120.
В первое время театр существовал без собственного помещения: Коляда ставил спектакли на малой сцене Театра драмы — «Персидская сирень», «Ромео и Джульетта», в «Театроне» — «Клаустрофобия», «Дембельский поезд», «Селестина», «Карлсон вернулся».
В 2003 году «Коляда-театр» провёл Международный открытый конкурс драматургов «Евразия». Основная цель — поиск молодых талантливых авторов.

Николай Коляда: 
Мы по всему миру выискиваем таланты. Драматурги — товар штучный, их по сотне в год не родится… Если мы сегодня из огромного количества барахла выберем одну-две пьесы… можно считать, что конкурс удался. Задача «Евразии» — в куче ерунды найти алмаз, который бы стоило огранить.
С тех пор конкурс стал ежегодным, интерес к нему не снижается: если на первую «Евразию» было прислано 80 пьес молодых драматургов из России, с Украины, из Казахстана, Болгарии, Германии, то в 2008 году в нём участвовало уже более 200 авторов. На XVII Международный конкурс «Евразия — 2019» поступила 221 пьеса.

### Ленина, 69
В мае 2004 года «Коляда-театр» получил собственную сцену в заброшенном полуподвальном помещении Краеведческого музея в Городке чекистов, проспект Ленина, 69. Зал вмещал не более 50 зрителей.

Подвал выглядит чужим и Кравцев оборачивает колонну, разрывающую зал, мелаллическими листами. Позже, в «Мадам Розе» колонна — уже органичная часть декорации. Театр приспосабливается к площадке — работает лесенка, закуток под лесенкой, балкон, из подвала под сценой что-то инфернально грохочет в «Тутанхамоне». Освоение пространства продолжается в бойлерной, которая становится самостоятельной сценой, обустраивается фойе, где нет буфета, но стоит самовар и по особым дням угощают супом.
— Алексей Вдовин, «Театральный сезон» № 8 2006
За два года в репертуаре появилось 15 спектаклей для взрослых и детей. Возник проект «Театр в бойлерной» — когда на импровизированной сцене ставились пьесы молодых уральских драматургов, причём каждая постановка игралась всего один раз. Коляда-театр оказался стартовой площадкой для пьес, которые вскоре получали призы и награды на самых конкурсах. Так было с пьесой А. Архипова «Подземный Бог», с пьесами И. Колосова «Всё будет хорошо» и «Сказка об овце», с пьесой К. Костенко «Клаустрофобия» и другими". Надолго укоренился проект «Суп-театр», идею которого Коляда привёз из Стокгольма. С января 2005 года стала выходить театральная газета.
Летом 2006 года на помещение, которое труппа «Коляда-театра» обустроила своими руками, предъявил претензии сдавший его в аренду «Центр молодёжной поэзии»:

В пятницу 14 июля 2006 года в подвал «Коляда-театра» ворвались вандалы: распластали реквизит, побили аппаратуру, сломали мебель и сцену, размалевали всё, потом заперли подвальчик и написали снаружи на стенах: «Ремонт». Николай Коляда и актёры пролезли в свой театр через окно и поняли, что это рейдерский захват помещения.
 Коляду уведомили, что он со своей труппой может убираться на все четыре стороны.
— Иванов А. В. «Ёбург»
Началась уличная забастовка, длившаяся несколько дней (к тому моменту коллектив насчитывал 44 человека, 20 из них — актёры). Конфликт удалось погасить, когда Коляда получил гарантии, что до осени он сохранит за собой помещение на Ленина, 69, а город тем временем подыщет театру новое место.

### Тургенева, 20
К сентябрю 2006 года «Коляда-театр» получил новый адрес: ул. Тургенева, 20 — деревянный памятник истории и культуры, известный как Дом Маева. Помещение было почти такое же тесное, как предыдущее — общая площадь 200 м².
 Николай Коляда: 
«Это не театральное помещение, здесь всё нужно перестраивать. Здесь нет электричества, нет места для сцены. Работы предстоит много. Но, когда мы въезжали в здание на Ленина, и там вода стояла по колено, тоже не было света, однако всё сделали».

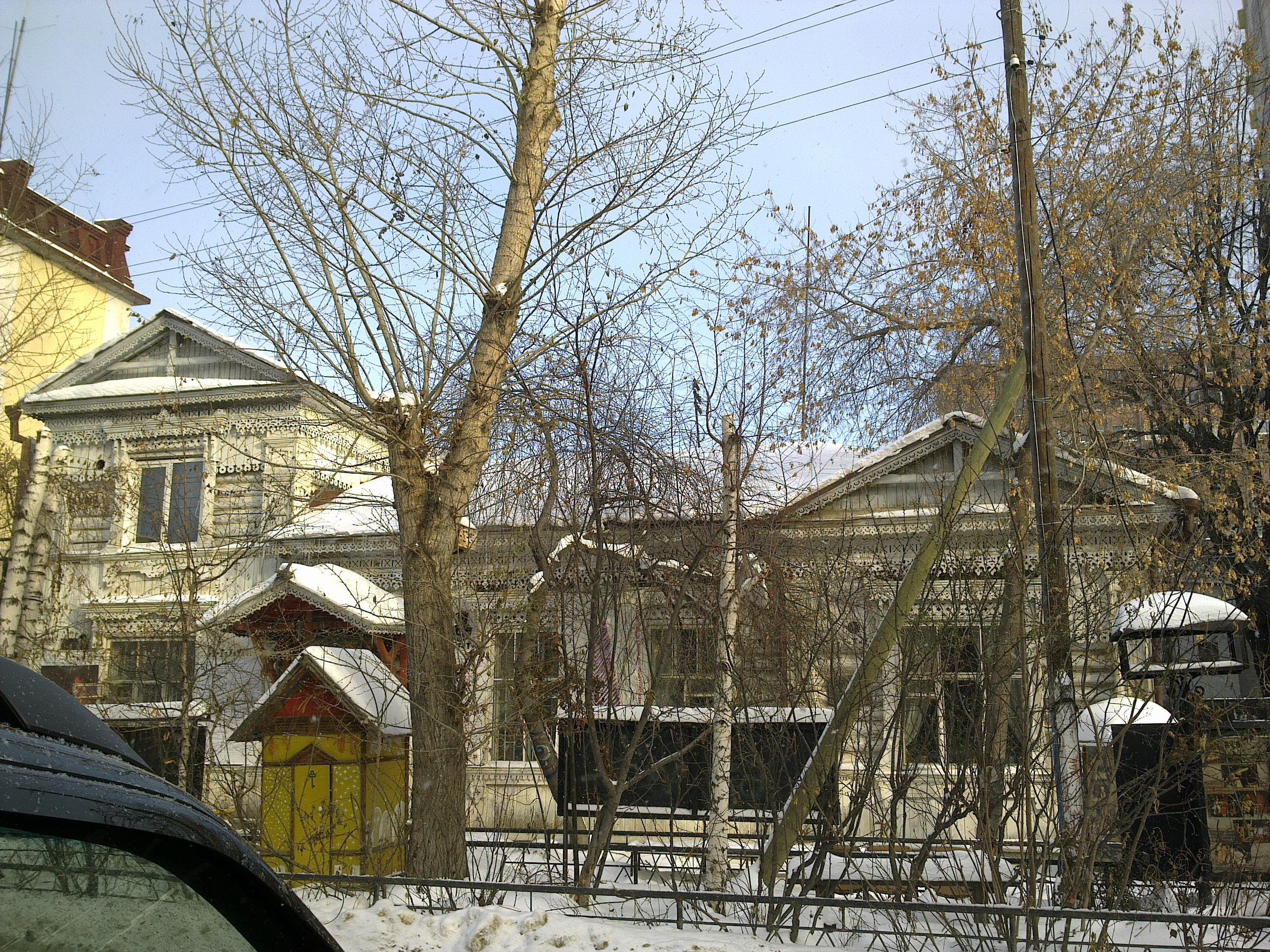
«Избушка» на Тургенева, 20
октябрь 2014

27 сентября был сыгран первый спектакль — «Птица феникс». Зал вмещал не более 60 человек.
«В промышленном и безликом городе этот театр выглядит как ископаемое существо».
И вот эта избушка с дверью вместо кулисы и залом на 40 мест стала местом паломничества театралов со всей страны и из-за рубежа. Из этого глазом не различимого зёрнышка выросло то, чем сегодня гордится город, а придёт время, и будет гордиться страна: новое театральное явление со своим творческим методом, своими конкурсами, фестивалями и своей школой — актёрской, режиссёрской, драматургической. Отсюда пошли в мир десятки пьес, написанных учениками Николая Коляды, и возник Центр современной драматургии.
В палисаднике у крыльца на ветках деревьев зрители, актёры и просто прохожие завязывали разноцветные ленточки — каждый при этом загадывал желание. Напротив был устроен уличный аттракцион — «Колядоскоп» — в расписной будке помещался артист с куклой. Он беседовал с каждым из заглянувших в окошко маленьким зрителем, а на прощание дарил ему «звёздочку», исполнявшую желание.
С Тургенева, 20 «Коляда-театр» начал гастролировать по стране и за границу: Францию, Германию, Сербию, Словакию, Словению, Молдову, Грецию, Польшу, участвовать в фестивалях «Золотая Маска», «Радуга», «Реальный театр» и других. По русской версии журнала Forbes «Коляда-театр» входит в десятку обязательных к посещению мест на театральной карте России.

### Ленина, 97

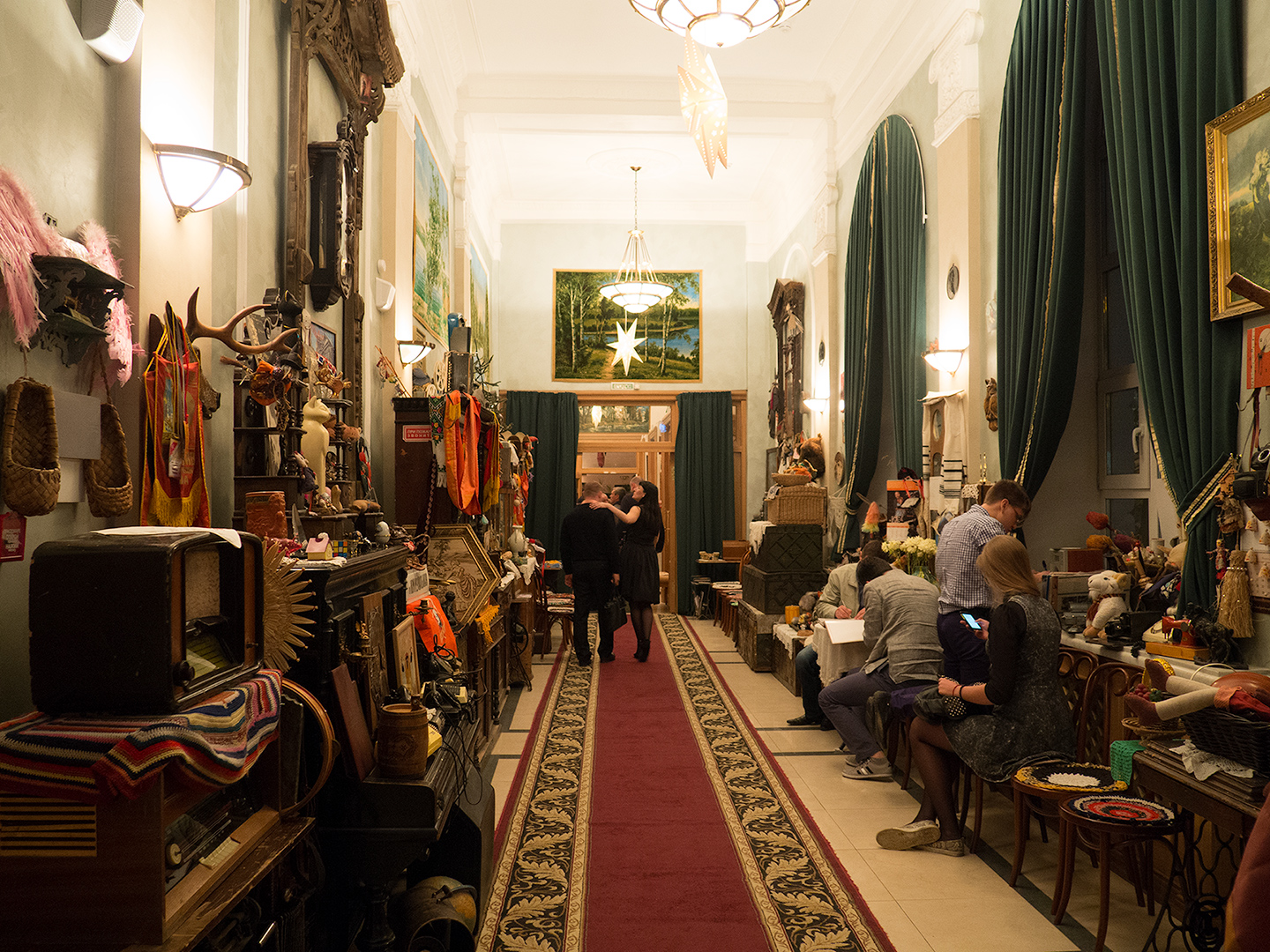
фойе на Ленина, 97

Правительство Свердловской области объявило о намерении до конца 2013 года отремонтировать и передать «Коляда-театру» помещение бывшего двухзального кинотеатра «Искра». На ремонт из областного бюджета было потрачено 71 млн руб. В апреле 2014 года «Коляда-театр» переехал на новое место с «Малахитовым» залом на 124 места, «Гранатовым» фойе, гардеробом и буфетом.
В течение двух театральных сезонов 2016/17, 2017/18 годов под одной с «Коляда-театром» крышей работал Центр современной драматургии — второе детище Николая Коляды. После переезда ЦСД в июле 2018 года «Гранатовый» зал был превращён в малую сцену с амфитеатром на 45 мест, где проходят камерные спектакли.
С 27 марта 2020 года театр не работал из-за противоэпидемических мер, актёры находились в бессрочном отпуске без содержания и были вынуждены (по словам Николая Коляды) зарабатывать на жизнь в качестве охранников и курьеров. Николай Коляда в связи с этим объявил, что будет вынужден закрыть театр из-за нехватки денежных средств (заявления о закрытии из-за недостатка средств Коляда делал и ранее, но театр никогда не закрывал). Коляда пригрозил властям голодовкой, но отказался от этого намерения после того, как с 9 сентября 2020 года в Свердловской области разрешили массовые мероприятия.

## Коляда-Plays
Помимо конкурса «Евразия» с 2008 года «Коляда-театр» возобновил проведение ежегодного Международного театрального фестиваля современной драматургии «Коляда-Plays». В нём принимают участие российские театры из разных городов и стран. В фестивальных спектаклях принимали участие Ольга Аросева и другие. В 2018 году фестиваль «Коляда — Plays», состоявшийся зимой, принял театральные коллективы из 26 городов России и Сербии, которые показали 38 спектаклей. На «Коляда — Plays» 2020 года из бюджета Свердловской области было выделено 3 млн рублей.

## Коллектив театра
Численность коллектива в 2012 году составляла 65 человек, на начало 2014 года в театре также трудились 65 человек: 35 актёров и 30 работников обслуживающего персонала. В сезоне 2019—2020: 38 артистов, вместе с обслуживающим персоналом — 65 человека.
Действующий актёрский состав
- Олег Ягодин, заслуженный артист РФ (с 2004 года)
- Татьяна Бунькова (2004—2006, с 2014 года)
- Тамара Зимина (с 2004 года)
- Максим Тарасов (с 2004 года)
- Евгений Чистяков (с 2004 года)
- Вера Цвиткис (с 2004 года)
- Сергей Фёдоров, заслуженный артист РФ (с 2005 года)
- Наталья Гаранина (2004—2011, c 2020 года), заслуженная артистка РФ
- Антон Макушин (с 2005 года)
- Ирина Плесняева (с 2005 года)
- Константин Итунин (с 2006 года)
- Александр Кучик (c 2006 года)
- Юлия Беспалова (c 2006 года)
- Тарас Поддубный (с 2008 года)
- Ксения Копарулина (с 2012 года)
- Анастасия Панькова (с 2013 года)
- Павел Рыков (с 2014 года)
- Владислав Мелихов (с 2019 года)
- Дарья Квасова (с 2019 года)
- Виктория Лемешенко (с 2019 года)
- Анастасия Попова (с 2019 года)
- Иван Федчишин (с 2019 года)
- Руслан Шилкин (с 2019 года)
- Кристина Горбунова (с 2021 года)
- Евгений Корнильев (с 2021 года)
- Никита Рыбкин (с 2021 года)
- Богдан Смоляницкий (с 2021 года)
- Даниил Шулепин (с 2021 года)
- Дмитрий Брейкин (с 2021 года)
- Валерий Зайцев (с 2022 года)
- Лев Низами (с 2022 года)
- Денис Раптанов (с 2022 года)
- Артём Габдрахманов (с 2023 года)
- Лариса Артёмова (с 2024 года)[34]

Актёры, игравшие в «Коляда-театре»
- Владимир Кабалин, заслуженный артист РФ (2004—2005)[35]
- Василина Маковцева (2004—2025)
- Виктор Поцелуев, заслуженный артист РФ (2005—2010, 2018)[36]
- Любовь Кошелева (2004—2014)[37]
- Светлана Морозова (2004—2005)[38]
- Светлана Колесова (2004—2021)[39]
- Сергей Колесов (2004—2021)[40]
- Александр Коротков (2004—2007)[38]
- Ирина Ермолова, заслуженная артистка РФ (2005—2016)[41]
- Геннадий Ильин (2005—2006)[42]
- Антон Закирьянов (2005)[43]
- Ирина Белова (2005—2007)
- Сергей Тушов (2005—2007)[44]
- Сергей Ровин (2005—2014)[45]
- Яна Троянова (2005—2006)[46]
- Александр Сысоев (2005—2023)[47]
- Александр Вахов (2006—2019)[48]
- Эдуард Конашевич (2007)[49][50]
- Сергей Богородский (2007—2011)[51]
- Карен Кочарян (2007—2008)[52]
- Олег Билик (2008—2012)[53][54]
- Анна Данилина (2008—2015)[55]
- Елена Костюкова (2008—2017)[56]
- Сергей Прудников (2008—2013)[57]
- Антон Бутаков (2008—2020)[58]
- Алиса Кравцова (2008—2020)[59]
- Александр Замураев (2009—2024)[60]
- Илья Белов (2010—2019)[61]
- Максим Чопчиян (2010—2014)[54][62]
- Вера Вершинина (2011—2024)[63]
- Александр Эльстон (2011—2012)[64][65]
- Любовь Ворожцова, народная артистка РСФСР (2011—2018)[66]
- Игорь Алёшкин (2012—2018)[67]
- Ринат Ташимов (2013—2019)[68]
- Вера Ирышкова, заслуженная артистка РСФСР (2014—2018)[69]
- Наталья Цыганкова (2014—2019)[70]
- Никита Борисов (2015—2017)[71]
- Алексей Романов (2015—2024)[72]
- Денис Тураханов (2015—2023)[73]
- Александр Логинов (2016)[74]
- Валентина Сизоненко (2016—2017)[75]
- Валентин Бузанаков (2017—2018)[76]
- Пётр Дуда / Польша (2017—2018)[77]
- Антон Косачёв (2017—2018)[78]
- Екатерина Ряшина (2017—2018)[79]
- Татьяна Потехина (2017—2021)[80]
- Игорь Баркарь (2017—2022)[81]
- Дарья Кызынгашева (2017—2025)[82]
- Антон Жижин (2018—2019)[83]
- Мурад Халимбеков (2018—2020)[84]
- Никита Бондаренко (2019—2023)[85]
- Егор Янышев (2020—2021)[86]
- Александр Балыков (2022—2024)[87]
- Сергей Жданов (? — ?)[38]

## Репертуар
В репертуаре театра как спектакли по классическим пьесам, так и современных авторов, включая пьесы самого Николая Коляды.
- 2004 — «Карлсон вернулся!» А. Линдгрен — премьера 2 августа
- 2004 — «Кармен жива!» Н. Коляды — премьера 2 августа
- 2004 — «Птица Феникс» Н. Коляды — премьера 30 августа
- 2004 — «Золушка» Ш. Перро — премьера 25 сентября
- 2004 — «Мадам Роза» Э. Ажара/Н. Коляды — премьера 26 октября
- 2004 — «Старик Хоттабыч» Н. Коляды — премьера 23 декабря
- 2005 — «Клаустрофобия» К. Костенко — возобновлён 5 февраля
- 2005 — «Ревизор» Н. Гоголя — премьера 26 февраля
- 2005 — «Чёрное молоко» В. Сигарева — премьера 5 апреля
- 2005 — «Русские сказки» Т. Ширяевой — премьера 16 апреля
- 2005 — «Тутанхамон» Н. Коляды — премьера 26 июня
- 2005 — «Нежность» Н. Коляды — премьера 7 сентября
- 2005 — «Амиго» Н. Коляды — премьера 3 декабря
- 2006 — «Землемер» Н. Коляды — премьера 22 апреля
- 2006 — «Старая зайчиха» Н. Коляды — премьера 28 июня
- 2006 — «Букет» Н. Коляды — премьера 26 ноября
- 2006 — «Долорес Клейборн» С. Кинга — премьера 15 декабря
- 2007 — «Гамлет» У. Шекспира — премьера 26 мая
- 2007 — «Курица» Н. Коляды — премьера 29 августа
- 2007 — «Женитьба» Н. Гоголя — премьера 3 декабря
- 2008 — «Король Лир» У. Шекспира — премьера 19 мая
- 2008 — «Безымянная звезда» М. Себастьяну — премьера 1 ноября
- 2008 — «Группа ликования» Н. Коляды — премьера 3 декабря
- 2009 — «Трамвай „Желание“» Т. Уильямса — премьера 3 марта («Лучший спектакль в драматическом театре» на фестивале «Браво!» — 2009[89])
- 2009 — «Вишнёвый сад» А. Чехова — премьера 4 декабря
- 2010 — «Всеобъемлюще» Н. Коляды — премьера 15 июня
- 2010 — «Фронтовичка» А. Батуриной — премьера 31 марта
- 2010 — «Два плюс два» по двум одноактным пьесам Н. Коляды «КЛИН-ОБОЗ» и «Икар» — премьера 27 сентября
- 2010 — «Наташина мечта» Я. Пулинович — премьера 4 декабря
- 2011 — «Борис Годунов» А. Пушкина — премьера 15 марта
- 2011 — «Баба Шанель» Н. Коляды — премьера 30 мая
- 2012 — «Девушка моей мечты» Н. Коляды — премьера 25 февраля
- 2012 — «Маскарад» М. Лермонтова — премьера 20 марта
- 2012 — «Большая Советская Энциклопедия» Н. Коляды — премьера 25 июня
- 2012 — «Слуга двух господ» К. Гольдони — премьера 11 октября
- 2012 — «Уроки сердца» по двум одноактным пьесам И. Васьковской «Русская смерть» и «Уроки сердца» — премьера 4 декабря года
- 2013 — «Мёртвые души» Н. Гоголя — премьера 27 ноября
- 2013 — «Концлагеристы» В. Шергина — премьера 9 декабря
- 2014 — «Ба/По-другому» Ю. Тупикиной/С. Баженовой — премьера 30 марта
- 2014 — «Скрипка, бубен и утюг» Н. Коляды — премьера 14 сентября
- 2015 — «Пусть Хрустальный» В. Зуева — премьера 27 февраля
- 2015 — «Дом у дороги» Е. Бронниковой и С. Вяткина — премьера 11 марта
- 2015 — «Ричард III» У. Шекспира — премьера 27 марта
- 2015 — «Кошка на раскалённой крыше» Т. Уильямса — премьера 7 сентября
- 2015 — «Нюня» Н. Коляды — премьера 29 октября
- 2015 — «Клуб брошенных жён» Н. Коляды — премьера 15 декабря
- 2016 — «Маленькие трагедии» А. Пушкина — премьера 20 марта
- 2016 — «Фальшивый купон» Е. Бронниковой и Н. Коляды — премьера 18 июня
- 2016 — «Пиковая дама» А. Пушкина/Н. Коляды — премьера 4 сентября
- 2016 — «Дыроватый камень» Н. Коляды — премьера 30 октября
- 2016 — «Старосветская любовь» Н. Гоголя/Н. Коляды — премьера 3 декабря
- 2016 — «Чайка» А. Чехова (совместно с ЦСД) — премьера 15 мая[комм. 2]
- 2017 — «Двенадцать стульев» И. Ильфа и Е. Петрова — премьера 29 апреля
- 2017 — «Змея золотая» Н. Коляды — премьера 25 сентября
- 2017 — «Мата Хари — Любовь» Н. Коляды — премьера 3 декабря
- 2018 — «Иван Фёдорович Шпонька и его тётушка» Н. Гоголя/Н. Коляды — премьера 1 апреля
- 2018 — «Между небом и землёй жаворонок вьётся…» Н. Коляды — премьера 11 мая
- 2018 — «Научи меня любить» Е. Бронниковой, Р. Дымшакова — премьера 12 мая
- 2018 — «Горе от ума» А. Грибоедова — премьера 28 июня
- 2018 — «Капсула времени» по пьесам «Капсула времени» и «Трёхглазка» Н. Коляды — премьера 30 августа
- 2018 — «Идите на солцне» по пьесе «Киргиз-кайсацкая орда» Н. Коляды — премьера 5 сентября
- 2018 — «Сальери Моцарта не убивал» (до 2019 — «Крест, кладбище, камея») по пьесе «Моцарт и Сальери» Н. Коляды — премьера 9 сентября
- 2018 — «У вас всё хорошо?» по пьесе Е. Васильевой «Я боюсь любить тебя» — премьера 4 ноября
- 2018 — «Оптимистическая трагедия» Вс. Вишневского — премьера 4 декабря
- 2019 — «Дурак и дурнушка» по двум одноактным пьесам Н. Коляды «Масакра» и «Театр» — премьера 11 апреля
- 2019 — «Хабибулин едет из Владивостока в Калининград к Зое» по пьесам уральских драматургов — премьера 14 апреля
- 2019 — «Затмение» Н. Коляды — премьера 22 апреля
- 2019 — «Раскольников» по мотивам романа «Преступление и наказание» Ф. Достоевского, инсценировка Н. Коляды — премьера 28 апреля
- 2019 — «Носферату» Н. Коляды — премьера 29 июня
- 2019 — «Калигула» Н. Коляды — премьера 1 сентября
- 2019 — «Детство» по мотивам повести М. Горького, инсценировка Николая Коляды — премьера 3 сентября
- 2019 — «Тихий свет» Р. Козырчикова — премьера 19 декабря
- 2020 — «Барбетт одевается» М. Малухиной — премьера 22 февраля
- 2020 — «Картина» Н. Коляды — премьера 9 сентября
- 2020 — «Мальчик мой» Е. Гузёмы — премьера 9 сентября
- 2020 — «Не включай блондинку!» Н. Коляды — премьера 20 сентября
- 2020 — «Нефритка» С. Ермолина — премьера 23 сентября
- 2020 — «Край земли русской — конечная» А. Чернятьевой — премьера 27 сентября
- 2020 — «Олеандр» М. Малухиной — премьера 10 октября
- 2020 — «Бибинур» Р. Козырчикова — премьера 23 октября
- 2021 — «Анна Каренина» по роману Л. Толстого — премьера 10 сентября
- 2021 — «Воскресенье» по пьесам «Зануда» и «Пиявка» Н. Коляды — премьера 26 ноября
- 2021 — «Зелёный палец» Н. Коляды — премьера 7 марта
- 2021 — «Иван Васильевич» — фантастическая комедия В. Шергина по мотивам одноимённой пьесы М. Булгакова — премьера 3 апреля
- 2021 — «Овца божья» Н. Коляды — премьера 25 марта
- 2021 — «Рогатка» Н. Коляды — премьера 27 сентября
- 2021 — «Хорошие девочки» по пьесе «Ворона обыкновенная» М. Батурина и «Хорошая девочка Лида» Р. Козырчикова — премьера 27 ноября
- 2021 — «Царевна-лебедь» Н. Коляды — премьера 29 января
- 2022 — «Лекарь поневоле» Ж.-Б. Мольера — премьера 1 ноября
- 2022 — «Мадам Роза» Э. Ажара/Н. Коляды (новая редакция) — премьера 9 апреля
- 2022 — «Сорочинская ярмарка» Н. Коляды по мотивам повести Н. Гоголя — премьера 3 декабря
- 2022 — «Сценарий безалкогольной свадьбы» Н. Коляды — премьера 22 сентября
- 2022 — «Тарас Бульба» Н. Коляды по мотивам повести Н. Гоголя — премьера 28 мая
- 2022 — «Удивительное путешествие кролика Эдварда», инсценировка С. Баженовой по повести К. Дикамилло в переводе О. Варшавер — премьера 2 апреля
- 2022 — «Ушко» Е. Перминова (эскиз спектакля) — премьера 28 июня
- 2022 — «Хорошего понемногу» И. Перцева (эскиз спектакля) — премьера 28 июня
- 2023 — «А(й)дол» Е. Перминова — премьера 24 июня
- 2023 — «Бесконечное окно» Р. Шилкина — премьера 13 августа
- 2023 — «Бесприданница» А. Островского — премьера 25 сентября
- 2023 — «В единственном числе» М. Бердинских, Н. Коляды, В. Пирожковой, К. Самани — премьера 28 февраля
- 2023 — «Когда в нас ударит молния» А. Чернятьевой — премьера 28 ноября
- 2023 — «Ночь игуаны» Т. Уильямса — премьера 28 ноября
- 2023 — «Одинокий голос» Р. Козырчикова, Н. Коляды — премьера 25 февраля
- 2023 — «Письма в никуда» Р. Козырчикова, Н. Коляды, А. Синяева, А. Чернятьевой — премьера 28 марта
- 2023 — «Стеклянный зверинец» Т. Уильямса — премьера 28 апреля
- 2023 — «ЧэЧэВэ» О. Богаева — премьера 25 июня
- 2024 — «Вий» Н. Гоголя — премьера 3 декабря
- 2024 — «Злая тётя» А. Шушарина — премьера 11 октября
- 2024 — «Снег и трасса» Д. Шамсиева, Н. Коляды — премьера 2 июня
- 2024 — «Фауст» И. Гёте — премьера 24 мая
- 2025 — «Женитьба Бальзаминова» А. Островского — премьера 24 мая

## Доходы и расходы
По словам Николая Коляды, в 2020 году ежемесячный доход театра составлял 2 млн рублей.

## Награды
- Премия Правительства Российской Федерации имени Фёдора Волкова за вклад в развитие театрального искусства Российской Федерации (15 июля 2009 года)[90].

## Комментарии
1. ↑  Владимир Кравцев — главный художник Свердловского академического театра драмы с 1984 года, с ним Н. Коляда делал все свои первые спектакли начиная с 1994 года.
2. ↑  В 2016—2021 годах спектакль «Чайка» шёл на сцене ЦСД.